# Юдин, Александр Валерьевич
Александр Валерьевич Юдин (1 апреля 1969, Минск — 22 февраля 2022) — советский и белорусский хоккеист. Мастер спорта СССР международного класса.

## Биография
Начинал играть в первой советской лиге за «Динамо» Минск в сезонах 1986/87 — 1987/88. С сезона 1988/89 — игрок московского «Динамо». На драфте НХЛ 1989 года был выбран в 11 раунде под общим 231-м номером «Калгари Флэймз». В сезоне 1992/93 провёл в ИХЛ за фарм-клуб «Калгари» «Солт-Лейк Голден Иглз» 16 матчей. В 1994 году выступал за немецкий клуб «Кёльнер». Сезон 1994/95 провёл в итальянском «Азиаго». В сезоне 1995/96 не выступал. Два следующих сезона отыграл за московское «Динамо». В сезонах 1998/1999 — 1999/2000 играл за «Молот-Прикамье». В начале следующего сезона провёл один матч за «Минск» в (ВЕХЛ), затем перешёл в «Ладу». В сезона 2001/02 вновь играл в «Динамо», в следующем — в воскресенском «Химике». Завершил карьеру в сезоне 2004/05 в клубе первой лиги первенства России «Велком».
Бронзовый призёр чемпионата Европы среди юниорских команд 1987. Чемпион мира среди молодёжных команд 1989.
Чемпион СССР — СНГ — МХЛ (России) 1990, 1991, 1992, 1993.
Скончался 21 февраля 2022 года в возрасте 52 лет. Похоронен на Алабушевском кладбище Зеленоградского административного округа города Москвы.